# Enramades de Sallent
La Festa de les Enramades de Sallent és una festa tradicional d'interès nacional documentada des del 1325. Té el seu origen en la voluntat de guarnir els carrers pels quals havia de passar la processó del Corpus, per tal de retre honor a l'Eucaristia i solemnitzar encara més aquest acte de religiositat popular. Des de finals del segle XX el caràcter eminentment religiós de la celebració s'ha vist desplaçat per un caire més lúdic i festiu, canvi en el qual hi tingué molt a veure la supressió del Corpus Christi com a festa de precepte obligatori i la pèrdua de la seva condició de dia festiu. Malgrat tot, els carrers de Sallent continuen guarnint-se i engalanant-se any rere any.
El 1993 es va incloure al Cens de Festes Locals d’Interès Turístic, i el 18 de maig de 1999 va ser declarada Festa Tradicional d’Interès Nacional per Acord del Govern de la Generalitat de Catalunya.

## Descripció
El cap de setmana abans de Corpus tenen lloc els actes preliminars de la celebració, consistents en l'anada al bosc per tal de collir els boixos que s'utilitzaran els dies següents per guarnir i engalanar els carrers de la població. Ja la setmana de Corpus s'acaben d'enllestir la resta de decoracions, i el dimecres, vigília de Corpus, s'enramen els carrers amb els boixos recollits el cap de setmana abans i es col·loquen la resta de guarniments. Aquests guarniments, elaborats al llarg de l'any amb molta paciència per part dels veïns, poden ser dels materials més diversos, des del paper fins al metall passant pel plàstic, la fusta i el filferro. A part d'aquests actes previs, la festa s'inicia pròpiament el Dijous de Corpus i s'allarga fins al dilluns següent.
Actualment, els guarniments han deixat de ser simplement elements decoratius i diversos carrers es decoren amb clares referències a temes moderns i d'actualitat. El que ve d'antic i es continua duent a terme és el costum dels Embotits, un element diferenciador de les enramades sallentines que fa referència a uns ninots grotescos que es col·loquen en un portal a la plaça de Sant Bernat. Aquests ninots són plens o embotits (d'aquí l'origen del seu nom) de palla, i fan referència a personatges històrics o llegendaris de la vila. Un altre acte que cal destacar són les típiques Balladetes que es fan a la plaça de Sant Bernat.

## Galeria d'imatges

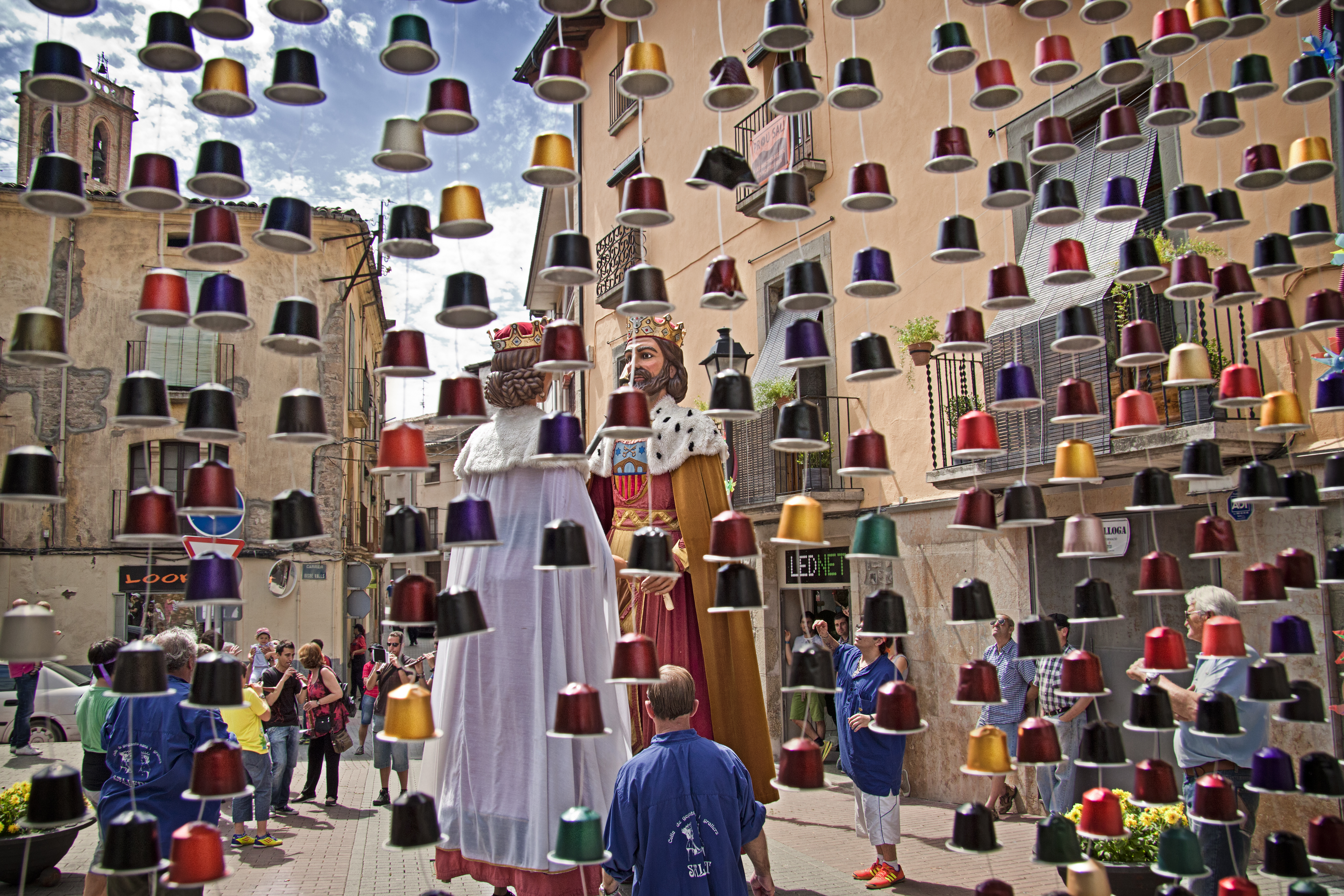
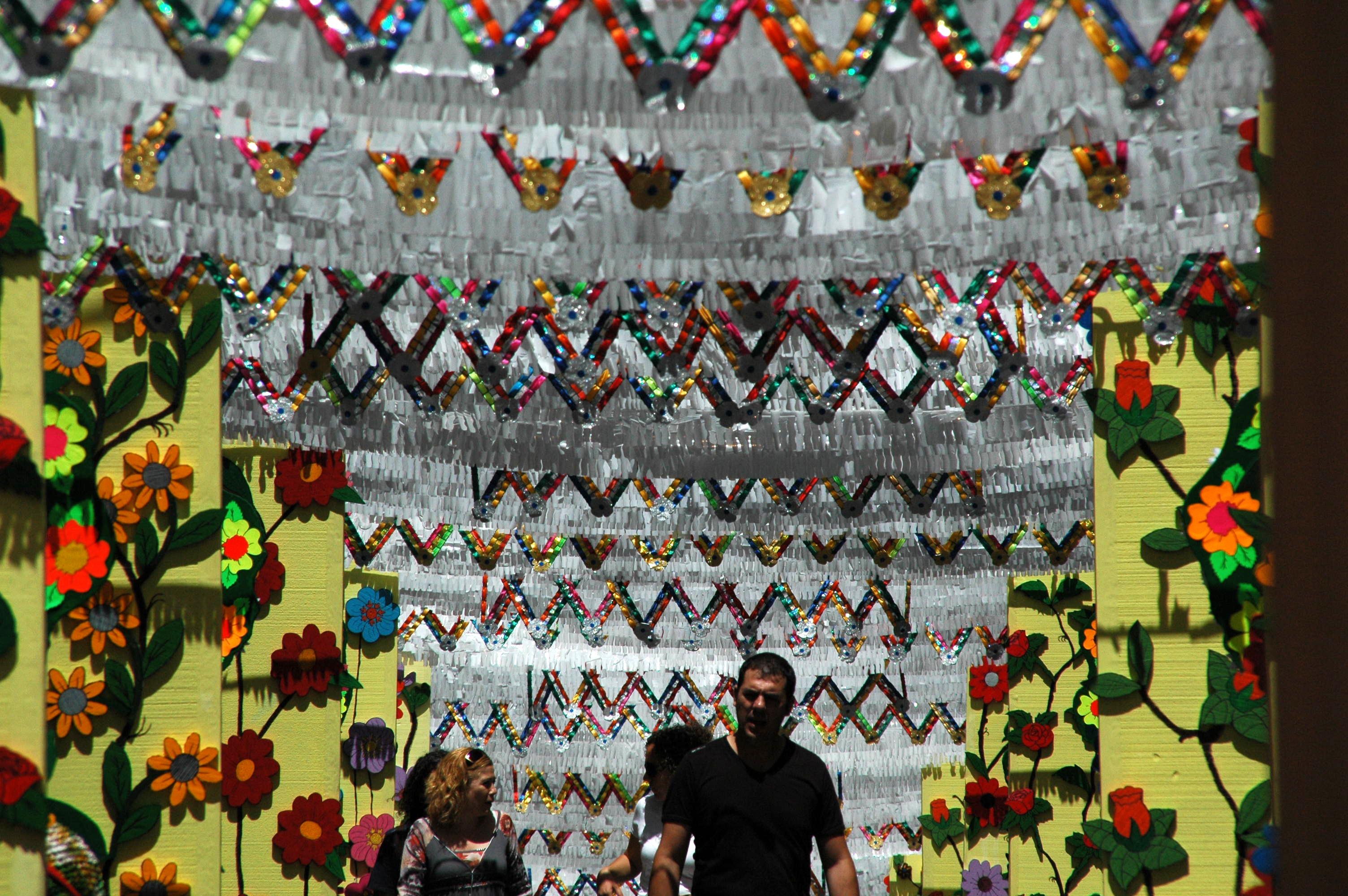
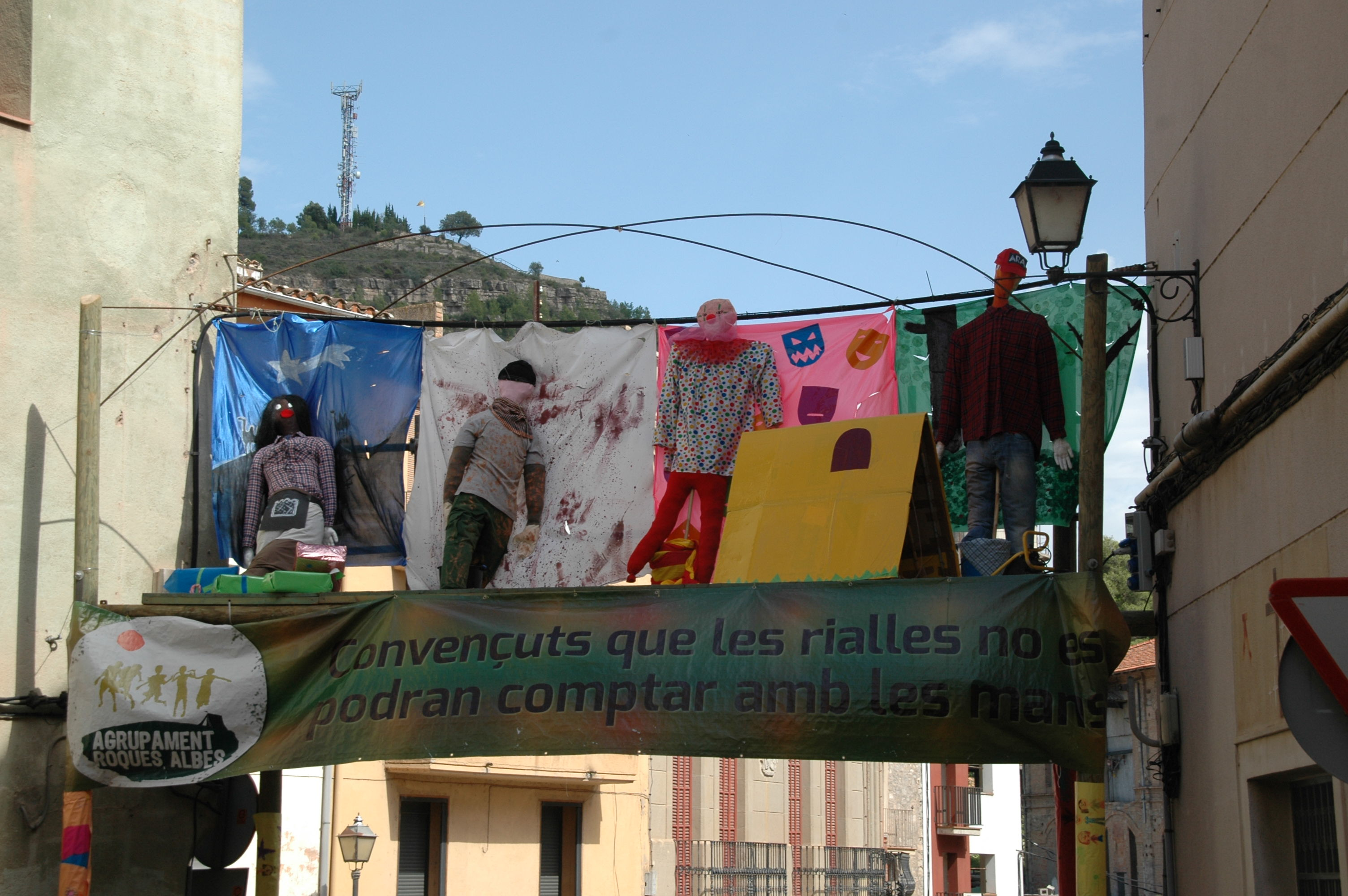
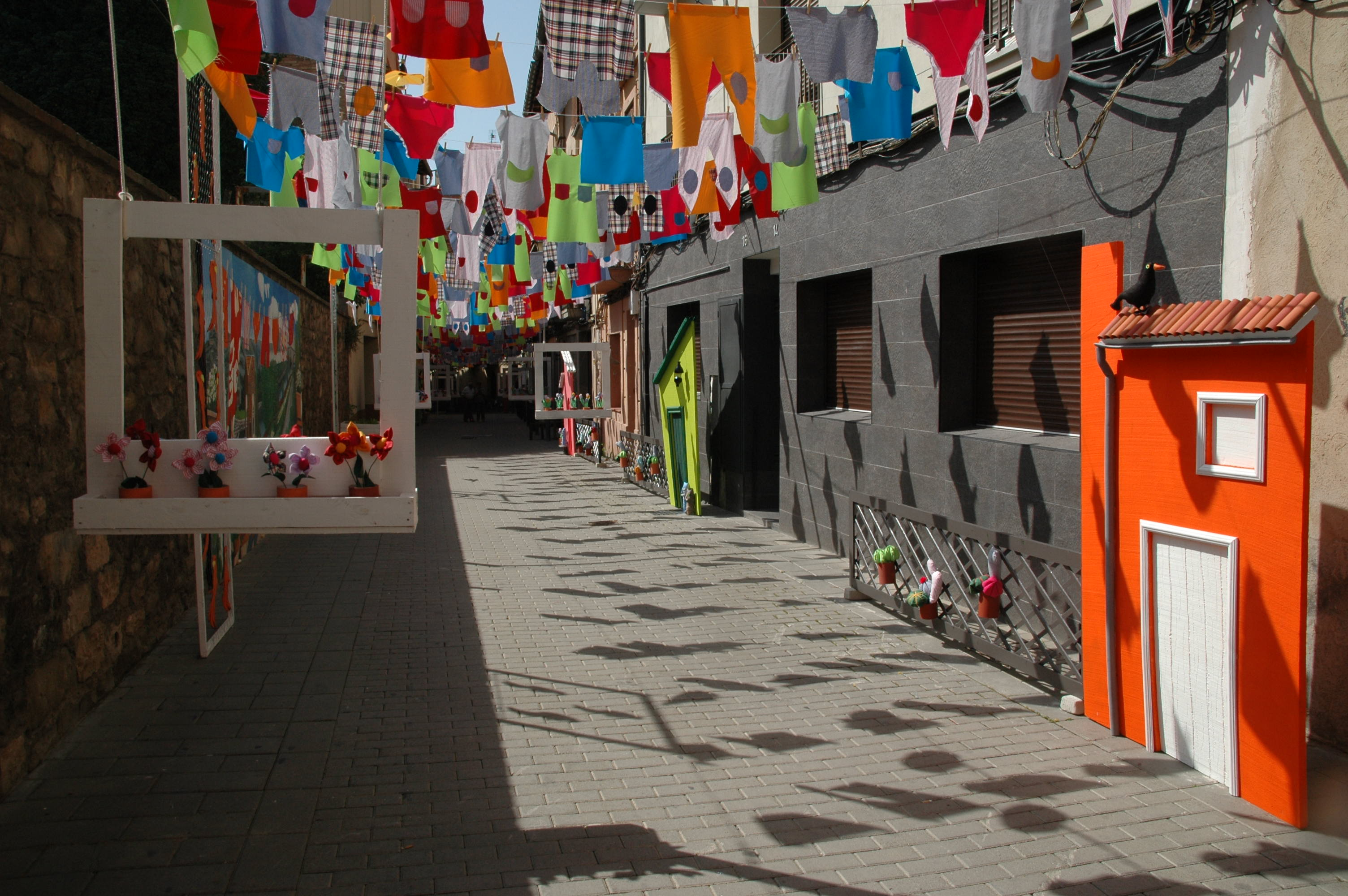
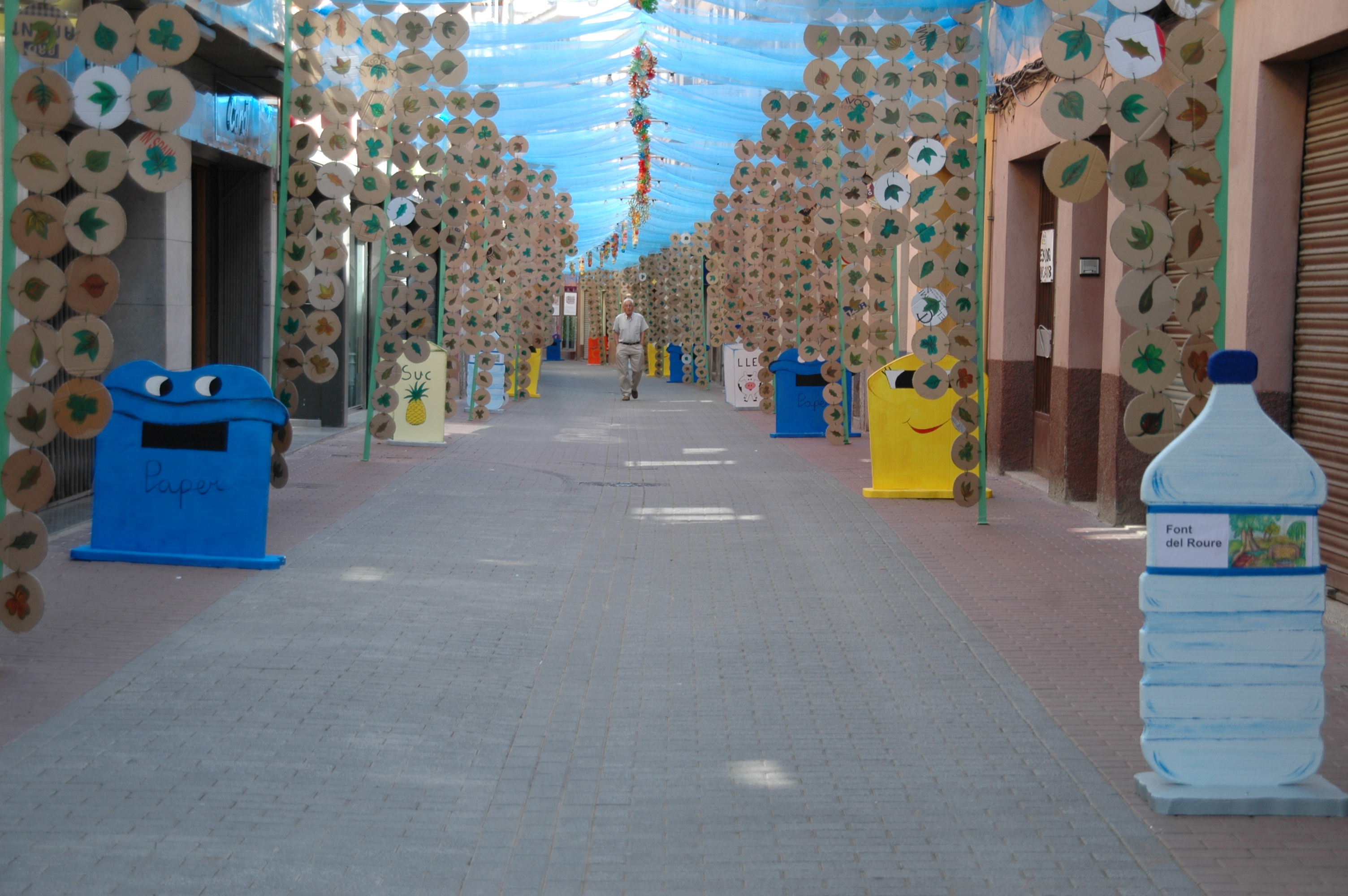
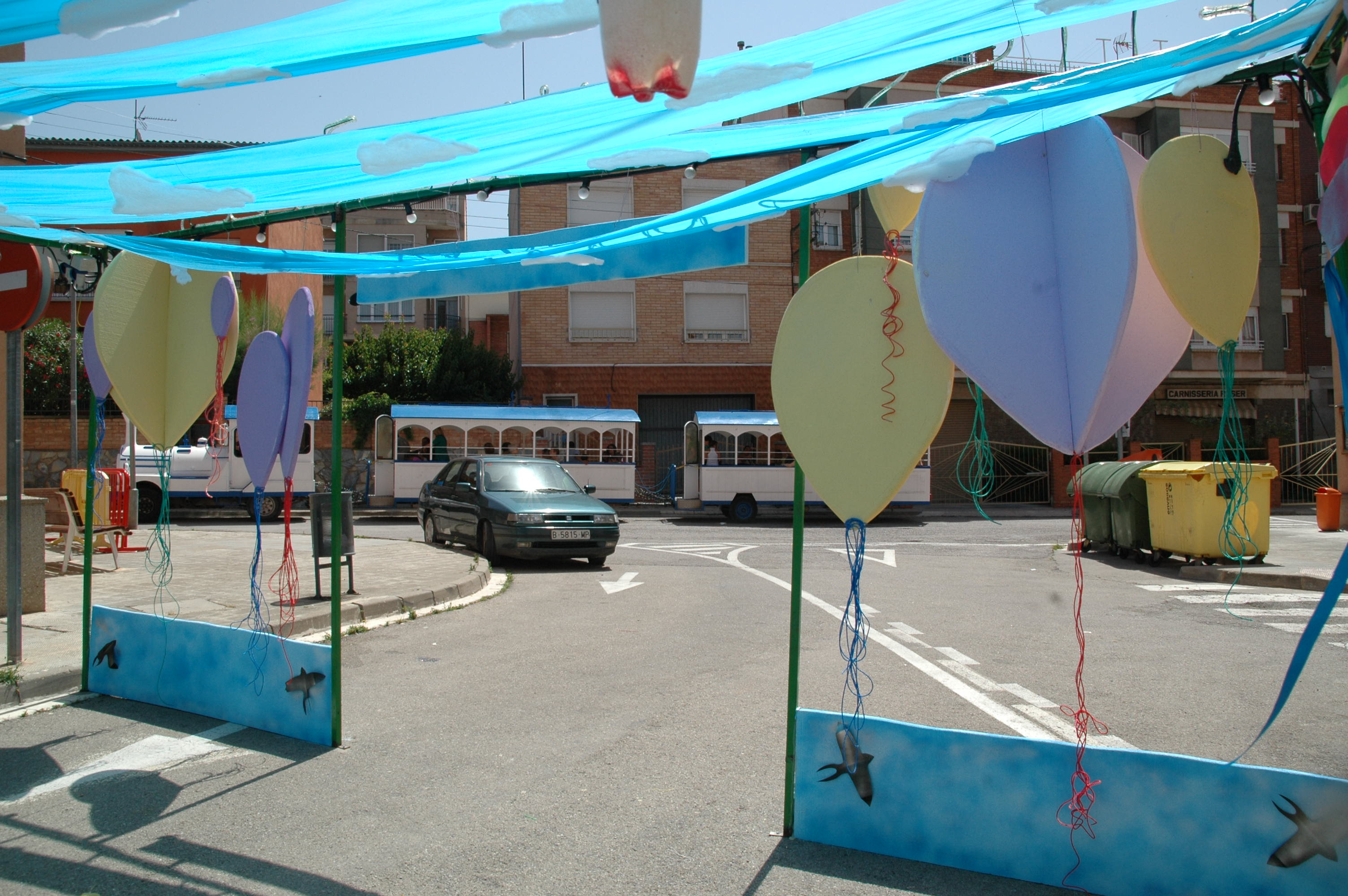
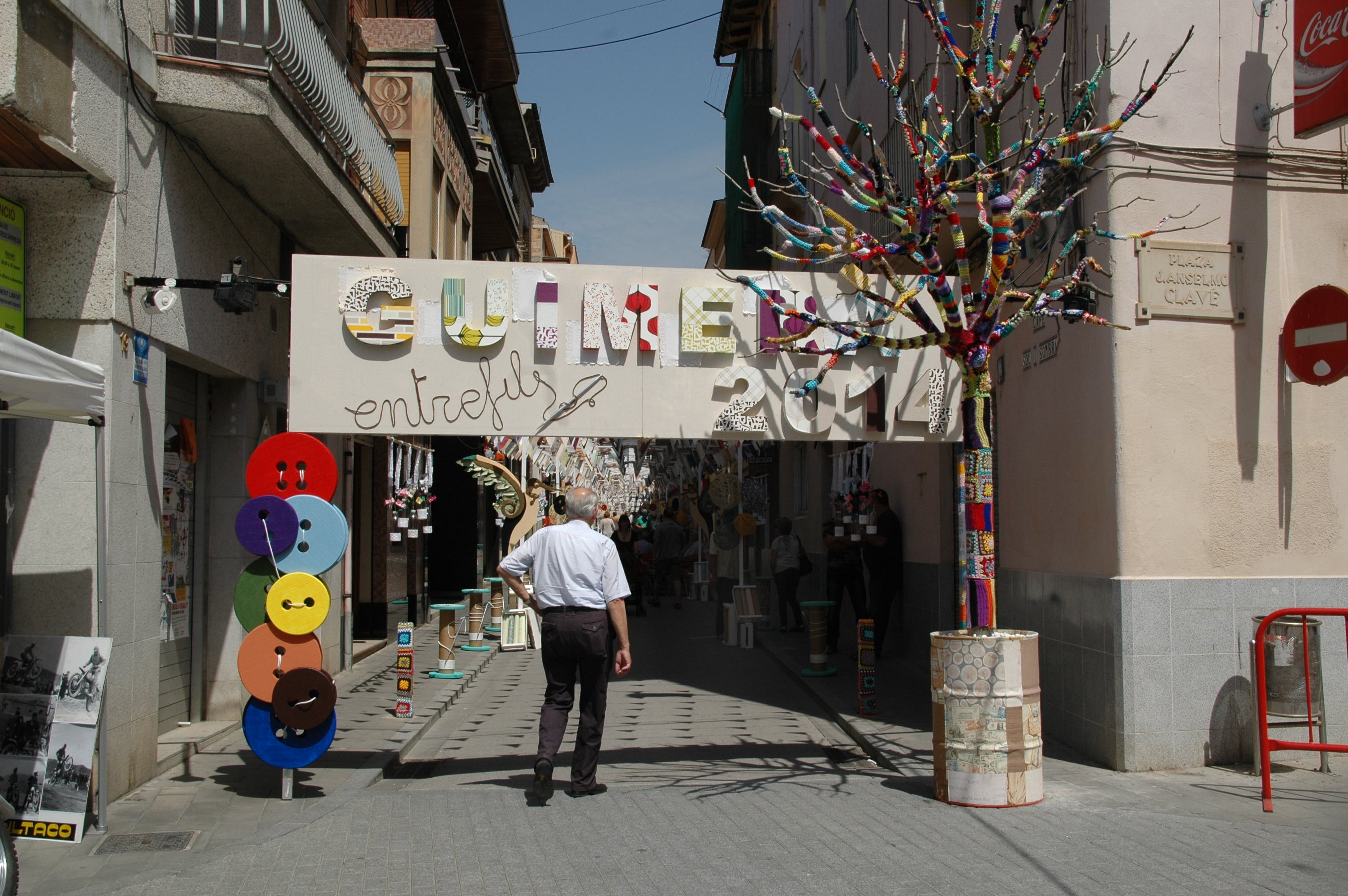
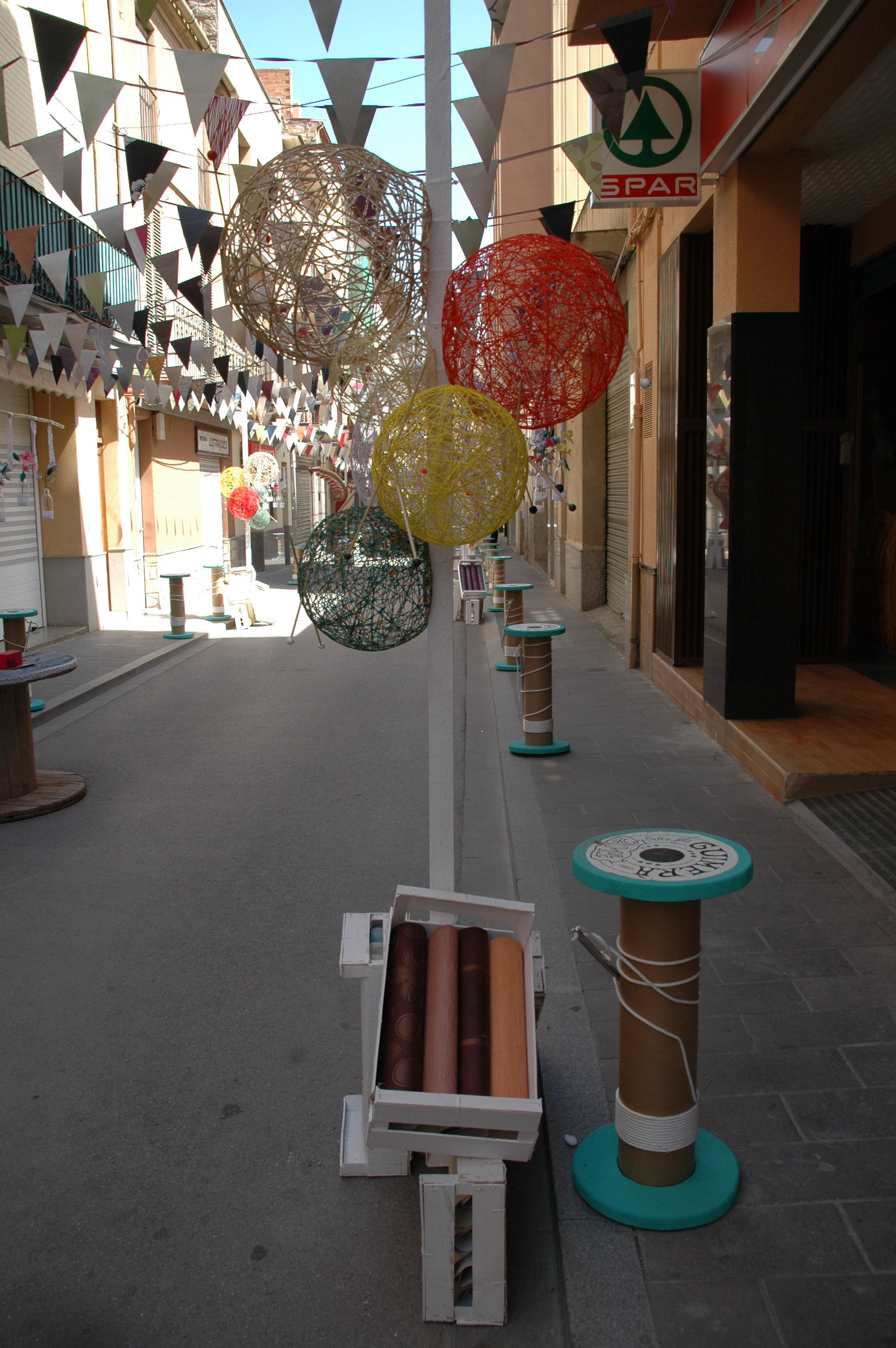